# Manlio Sgalambro
Manlio Sgalambro (Lentini, 9 de diciembre de 1924 - Catania, 6 de marzo de 2014) fue un filósofo y escritor italiano, conocido especialmente por ser letrista de muchas canciones de Franco Battiato.

## Biografía
El nacimiento y la muerte son los únicos dos momentos reales. El resto es sueño, interrumpido por algunos insignificantes destellos de vela.
Manlio Sgalambro, Aria di Federico (de Il cavaliere dell'intelletto)

### La producción filosófica
En el 1945 colabora con la revista Prisma (dirigida por Leonardo Grassi): la primera escritura es Paralipomeni all'irrazionalismo.
En el 1947 se matricula en la Universidad de Catania:

Yo no me matriculé en Filosofía, porque la estudiaba ya por mí mismo. Me gustaba la ley penal y por eso elegí la Facultad de Jurisprudencia.
Manlio Sgalambro

Desde el 1959, con Sebastián Addamo, escribe para la revista Incidenze (fundada por Antonio Corsano): el primer artículo es Crepuscolo e notte (que ha sido impreso en 2011). En el mismo tiempo, escribe también para la revista Tempo presente (dirigida por Nicola Chiaromonte y Ignazio Silone).
En el 1963, a la edad de 39 años, se casa. El rédito de los cítricos (heredado de su padre) no era suficiente ya, así opta por integrar la compilación de tesis de grado y la enseñanza en la escuela.
En el final de los '70 se decide a organizar sus pensamientos en una obra sistemática: a la edad de 55 años, Sgalambro envía su primer libro, La morte del sole, al editor Adelphi:

Y ha permanecido allí dos años. Pero yo no pregunté nada. Entonces mi esposa recibió una llamada. Me preguntaban de ir a Milán, para tomar contacto con el editor.
Manlio Sgalambro

En los años siguientes, con el mismo editor, publica: Trattato dell'empietà, Anatol, Del pensare breve, Dialogo teologico, Dell'indifferenza in materia di società, La consolazione, Trattato dell'età, De mundo pessimo, La conoscenza del peggio y Del delitto.
En los '90s, con unos amigos establece una pequeña actividad editorial en Catania: la De Martinis. Aquí, Sgalambro gestiona ensayos, la publicación de un par de obras (Dialogo sul comunismo y Contro la musica) y la impresión de algunas obras por Giulio Cesare Vanini y Julien Benda.

### La colaboración con Battiato
En el 1993 se encuentra con Franco Battiato, accidentalmente, durante la presentación de un libro de poesías de un amigo en común. Después de algunos días, Battiato le pide una reunión para proponerle el libreto de la obra Il cavaliere dell'intelletto sobre Federico II Hohenstaufen:

Hace un año no lo conocía. Desde entonces hemos trabajado juntos. Él dice ser sólo un filósofo, pero en mi opinión es un talento que me estimula y me enriquece. Hoy me parece imposible volver a escribir las letras de mis cosas.
Franco Battiato

Desde el 1994 colabora en casi todos los proyectos de Franco Battiato. Para él escribe:
- los libretos de las óperas Il cavaliere dell'intelletto, Socrate impazzito, Gli Schopenhauer and Campi magnetici;
- las letras de muchos álbumes de música pop (L'ombrello e la macchina da cucire, L'imboscata, Gommalacca, Ferro battuto, Dieci stratagemmi, Il vuoto, etc.);
- los guiones de los filmes Perduto amor, Musikanten (sobre los últimos años de la vida de Beethoven) y Niente è come sembra, de la serie experimental de TV Bitte keine réclame ("Por favor, sin anuncios") y del documental Auguri don Gesualdo (sobre Gesualdo Bufalino).

Desde el 1998 escribe letras de canciones para Patty Pravo (Emma), Fiorella Mannoia (Il movimento del dare), Carmen Consoli (Marie ti amiamo) y Milva (Non conosco nessun Patrizio).
En el 2000 pública el sencillo La mer, que contiene el cover de la famosa canción por Charles Trenet.
En el 2001 pública el álbum Fun club, producido por Franco Battiato y Saro Cosentino, que contiene canciones como La vie en rose (por Édith Piaf) y Moon river (por Henry Mancini), pero también la irónica Me gustas tú (por Manu Chao).
En el 2007 da voz al avión de línea DC-9 de la aerolínea Itavia en la ópera Ultimo volo por Pippo Pollina, sobre el desastre de Ustica.
En el 2009 pública el sencillo La canzone della galassia, que contiene la cover de The galaxy song (tomado de la película The meaning of life por Monty Python), cantado con el grupo sardo-inglés Mab.

## Discografía

### Álbumes
- Fun club (Sony Music Entertainment Italy, 2001 – ISBN 5-09-975049682-4).

### Sencillos
- La mer (Sony Music Entertainment Italy, 2000).
- Me gustas tú (Sony Music Entertainment Italy, 2001).
- La canzone della galassia (Sony Music Entertainment Italy, 2009).
- Nómadas (Emi Music España, 1987).

## Videografía

### Videoclips
- Tre poesie (2004).
- La canzone della galassia (2009).

## Colaboraciones

### Literatura
- Arthur Schopenhauer, La filosofia delle università (Adelphi, 1992 – ISBN 978-88-459-0943-6).
- Giulio Cesare Vanini, Confutazione delle religioni (De Martinis, 1993).
- Julien Benda, Discorso coerente sui rapporti tra Dio e il mondo (De Martinis, 1994).
- Giuseppe Tornatore, Una pura formalità (De Martinis, 1994).
- Maurizio Cosentino, I sistemi morali (Boemi, 1998).
- Ottavio Cappellani, La morale del cavallo: trattato dei cavalieri (Nadir, 1998).
- Tommaso Ottonieri, Elegia sanremese (Bompiani, 1998).
- Domenico Trischitta, Daniela Rocca: il miraggio in celluloide (Boemi, 1999).
- Salvo Basso, Dui (Prova d'autore, 1999).
- Manlio Sgalambro & Davide Benati, Segrete (La pietra infinita, 2001).
- Mariacatena De Leo & Luigi Ingaliso, Nell'antro del filosofo: dialogo con Manlio Sgalambro (Prova d'autore, 2002 – ISBN 978-88-86140-99-7).
- Manlio Sgalambro, Silvia Batisti & Rossella Lisi, Opus postumissimum: frammento di un poema (Giubbe rosse, 2002).
- Manlio Sgalambro & Antonio Contiero, Dolore e poesia (La pietra infinita, 2003).
- Vincenzo Mollica, Franco Battiato: l'alba dentro l'imbrunire (Einaudi, 2004).
- Riccardo Mondo & Luigi Turinese, Caro Hillman: venticinque scambi epistolari con James Hillman (Bollati Boringhieri, 2004 – ISBN 978-88-339-1436-7).
- Antonio Contiero, Galleria Buenos Aires (Aliberti, 2006 – ISBN 978-88-7424-151-4).
- Luca Farruggio, Bugie estatiche (Il filo, 2006 – ISBN 978-88-7842-425-8).
- Bruno Monsaingeon, Incontro con Nadia Boulanger (Rue Ballu, 2007 – ISBN 978-88-95689-04-3).
- Cristina Valenti, Ustica e le sue arti: percorsi tra impegno creatività e memoria (Titivillus, 2007 – ISBN 978-88-7218-186-7).
- Franco Battiato, In fondo sono contento di aver fatto la mia conoscenza (Bompiani & L'ottava, 2007).
- Anna Vasta, I malnati (I quaderni del battello ebbro, 2007 – ISBN 978-88-86861-59-5).
- Michele Falzone, Franco Battiato: la Sicilia che profuma d'oriente (Flaccovio, 2008 – ISBN 978-88-7804-440-1).
- Arnold De Vos, Il giardino persiano (Samuele, 2009).
- Angelo Scandurra, Quadreria dei poeti passanti (Bompiani, 2009 – ISBN 978-88-452-6328-6).
- AA.VV., Catania: non vi sarà facile si può fare lo facciamo (ANCE, 2009).
- Franco Battiato, Don Gesualdo: con i contributi di Manlio Sgalambro e Antonio Di Grado (Bompiani & Kasba comunicazioni, 2010).
- Domenico Cipriano, Novembre (Transeuropa, 2010 – ISBN 978-88-7580-116-8).
- Carlo Guarrera, Occhi aperti spalancati (Mesogea, 2011).

### Música

#### Álbumes
- Franco Battiato, L'ombrello e la macchina da cucire (EMI Music Italy & L'ottava, 1995 – ISBN 724383289820).
- Franco Battiato, L'imboscata (Polygram Italy & L'ottava, 1996 – ISBN 731453409125), publicado también en España como La emboscada (Polygram Italy & L'ottava, 1997 – ISBN 731453462120).
- Franco Battiato, L'imboscata tour (Polygram Italy & L'ottava, 1997).
- Franco Battiato, Gommalacca (Polygram Italy & L'ottava, 1998 – ISBN 731455890723).
- Franco Battiato, Fleurs (Universal Music Italy & L'ottava, 1999 – ISBN 731454677523).
- Franco Battiato, Campi magnetici Sony Music Entertainment Italy & L'ottava, 2000 – ISBN 5-09-970892802-5).
- Franco Battiato, Ferro battuto (Sony Music Entertainment Italy & L'ottava, 2001 – ISBN 5-09-975022959-0), traducido también en España como Hierro forjado (Sony Music Entertainment Italy & L'ottava, 2001 – ISBN 5-09-975034532-0).
- AA.VV., Invasioni (New scientist, 2001).
- Franco Battiato, Fleurs 3 (Sony Music Entertainment Italy & L'ottava, 2002 – ISBN 5-09-975088842-1).
- Franco Battiato, Colonna sonora di Perduto amor (Sony Music Entertainment Italy & L'ottava, 2003 – ISBN 5-09-975112352-1).
- Alice, Viaggio in Italia (NuN entertainment, 2003 – ISBN 4-02-975850432-1).
- Franco Battiato, Last summer dance (Sony Music Entertainment Italy & L'ottava, 2003 – ISBN 5-09-975137062-8).
- Franco Battiato, Dieci stratagemmi: attraversare il mare per ingannare il cielo (Sony Music Entertainment Italy & L'ottava, 2004 – ISBN 5-09-975185652-8).
- Franco Battiato, Un soffio al cuore di natura elettrica (Sony Music Entertainment Italy & L'ottava, 2005 – ISBN 82878741649).
- Franco Battiato, Il vuoto (Sony Music Entertainment Italy & L'ottava, 2007 – ISBN 0-602-51722972-3).
- Pippo Pollina, Ultimo volo: orazione civile per Ustica (Storie di note, 2007 – ISBN 80-324-8473060-1).
- Lilies on Mars, Lilies on Mars (Lilies on Mars, 2008).
- Fiorella Mannoia, Il movimento del dare (Sony Music Entertainment Italy, 2008 – ISBN 886974055525).
- Franco Battiato, Fleurs 2 (Universal Music Italy & L'ottava, 2008 – ISBN 0-602-51788381-9).
- Alice, Lungo la strada (EMI Music Italy, 2009).
- Carmen Consoli, Elettra (Universal Music Italy & Narciso records, 2009 – ISBN 0-602-52723208-9).
- Franco Battiato, Inneres Auge: il tutto è più della somma delle sue parti (Universal Music Italy & L'ottava, 2009 – ISBN 0-602-52722666-8).
- Milva, Non conosco nessun Patrizio (Universal Music Italy, 2010 – ISBN 0-602-52748501-0).
- Carmen Consoli, Per niente stanca (Universal Music Italy & Narciso records, 2010).

#### Singles
- Franco Battiato, Strani giorni (Polygram Italy & L'ottava, 1996 – ISBN 731457869420).
- Franco Battiato, Shock in my town (Polygram Italy & L'ottava, 1998 – ISBN 731456637921).
- Franco Battiato, Il ballo del potere (Polygram Italy & L'ottava, 1996).
- Franco Battiato, Running against the grain (Sony music entertainment Italy & L'ottava, 2001 – ISBN 5-09-975011292-2).
- Alice, Come un sigillo (NuN entertainment, 2003).
- Franco Battiato, Il vuoto (Universal music Italy & L'ottava, 2007).
- Franco Battiato, Tutto l'universo obbedisce all'amore (Universal music Italy & L'ottava, 2008).
- Franco Battiato, Inneres Auge (Universal music Italy & L'ottava, 2009).

#### Canciones
- L'ombrello e la macchina da cucire (1995 – letras por Manlio Sgalambro; música por Franco Battiato).
- Breve invito a rinviare il suicidio (1995 – letras por Manlio Sgalambro; música por Franco Battiato).
- Piccolo pub (1995 – letras por Manlio Sgalambro; música por Franco Battiato).
- Fornicazione (1995 – letras por Manlio Sgalambro; música por Franco Battiato).
- Gesualdo da Venosa (1995 – letras por Manlio Sgalambro; música por Franco Battiato).
- Moto browniano (1995 – letras por Manlio Sgalambro; música por Franco Battiato).
- Tao (1995 – letras por Manlio Sgalambro; música por Franco Battiato).
- Un vecchio cameriere (1995 – letras por Manlio Sgalambro; música por Franco Battiato).
- L'esistenza di Dio (1995 – letras por Manlio Sgalambro; música por Franco Battiato).
- Di passaggio (1996 – letras por Franco Battiato y Manlio Sgalambro; música por Franco Battiato).
- Strani giorni (1996 – letras por Manlio Sgalambro; música por Franco Battiato).
- La cura (1996 – letras por Franco Battiato y Manlio Sgalambro; música por Franco Battiato).
- Ein Tag aus dem Leben des kleinen Johannes (1996 – letras por Manlio Sgalambro; música por Franco Battiato).
- Amata solitudine (1996 – letras por Manlio Sgalambro; música por Franco Battiato).
- Splendide previsioni (1996 – letras por Manlio Sgalambro y Fleur Jaeggy; música por Franco Battiato).
- Ecco com'è che va il mondo (1996 – letras por Manlio Sgalambro; música por Franco Battiato).
- Segunda-feira (1996 – letras por Manlio Sgalambro; música por Franco Battiato).
- Memoria di Giulia (1996 – letras por Manlio Sgalambro; música por Franco Battiato).
- Serial killer (1996 – letras por Manlio Sgalambro; música por Franco Battiato).
- Decline and fall of the Roman empire (1996 – letras por Manlio Sgalambro; música por Franco Battiato).
- Shock in my town (1998 – letras por Franco Battiato y Manlio Sgalambro; música por Franco Battiato).
- Auto da fé (1998 – letras por Franco Battiato y Manlio Sgalambro; música por Franco Battiato).
- Casta diva (1998 – letras por Franco Battiato y Manlio Sgalambro; música por Franco Battiato).
- Il ballo del potere (1998 – letras por Franco Battiato y Manlio Sgalambro; música por Franco Battiato).
- La preda (1998 – letras por Manlio Sgalambro; música por Franco Battiato).
- Il mantello e la spiga (1998 – letras por Manlio Sgalambro; música por Franco Battiato).
- È stato molto bello (1998 – letras por Manlio Sgalambro; música por Franco Battiato).
- Quello che fu (1998 – letras por Manlio Sgalambro; música por Franco Battiato).
- Vite parallele (1998 – letras por Manlio Sgalambro; música por Franco Battiato).
- E.Shackleton (1998 – letras por Manlio Sgalambro y Fleur Jaeggy; música por Franco Battiato).
- Stage door (1998 – letras por Franco Battiato y Manlio Sgalambro; música por Franco Battiato).
- Emma (1998 – letras por Manlio Sgalambro; música por Franco Battiato).
- L'incantesimo (1998 – letras por Manlio Sgalambro; música por Franco Battiato).
- Medievale (1999 – letras por Manlio Sgalambro; música por Franco Battiato).
- Invito al viaggio (1999 – letras por Manlio Sgalambro; música por Franco Battiato).
- Running against the grain (2001 – letras por Manlio Sgalambro y Franco Battiato; música por Franco Battiato).
- Bist du bei mir (2001 – letras por Manlio Sgalambro y Franco Battiato; música por Franco Battiato).
- La quiete dopo un addio (2001 – letras por Manlio Sgalambro y Franco Battiato; música por Franco Battiato).
- Personalità empirica (2001 – letras por Manlio Sgalambro y Franco Battiato; música por Franco Battiato).
- Il cammino interminabile (2001 – letras por Manlio Sgalambro; música por Franco Battiato).
- Lontananze d'azzurro (2001 – letras por Manlio Sgalambro y Franco Battiato; música por Franco Battiato).
- Sarcofagia (2001 – letras por Manlio Sgalambro; música por Franco Battiato).
- Scherzo in minore (2001 – letras por Franco Battiato y Manlio Sgalambro; música por Franco Battiato, Django Reinhardt y Stéphane Grappelli).
- Il potere del canto (2001 – letras por Manlio Sgalambro; música por Franco Battiato).
- Invasione di campo (2001 – letras por Manlio Sgalambro; música por Luca Nuzzolo).
- Come un sigillo (2002 – letras por Franco Battiato y Manlio Sgalambro; música por Franco Battiato).
- Tra sesso e castità (2004 – letras por Manlio Sgalambro y Franco Battiato; música por Franco Battiato).
- Le aquile non volano a stormi (2004 – letras por Manlio Sgalambro y Franco Battiato; música por Kinimori Yajima y Franco Battiato).
- Ermeneutica (2004 – letras por Manlio Sgalambro y Franco Battiato; música por Franco Battiato).
- Fortezza Bastiani (2004 – letras por Franco Battiato y Manlio Sgalambro; música por Franco Battiato).
- Odore di polvere da sparo (2004 – letras por Manlio Sgalambro; música por Franco Battiato y Krisma).
- Conforto alla vita (2004 – letras por Manlio Sgalambro; música por Franco Battiato).
- 23 coppie di cromosomi (2004 – letras por Manlio Sgalambro; música por Franco Battiato y Krisma).
- Apparenza e realtà (2004 – letras por Manlio Sgalambro y Franco Battiato; música por Franco Battiato y Krisma).
- La porta dello spavento supremo (2004 – letras por Franco Battiato y Manlio Sgalambro; música por Franco Battiato).
- Il vuoto (2007 – letras por Franco Battiato y Manlio Sgalambro; música por Franco Battiato).
- I giorni della monotonia (2007 – letras por Franco Battiato y Manlio Sgalambro; música por Franco Battiato).
- Aspettando l'estate (2007 – letras por Manlio Sgalambro; música por Franco Battiato).
- Niente è come sembra (2007 – letras por Franco Battiato y Manlio Sgalambro; música por Franco Battiato).
- Tiepido aprile (2007 – letras por Franco Battiato y Manlio Sgalambro; música por Franco Battiato).
- The game is over (2007 – letras por Franco Battiato y Manlio Sgalambro; música por Franco Battiato).
- Io chi sono (2007 – letras por Franco Battiato y Manlio Sgalambro; música por Franco Battiato).
- Stati di gioia (2007 – letras por Franco Battiato y Manlio Sgalambro; música por Franco Battiato).
- Il movimento del dare (2008 – letras por Manlio Sgalambro y Franco Battiato; música por Franco Battiato).
- Tutto l'universo obbedisce all'amore (2008 – letras por Manlio Sgalambro; música por Franco Battiato).
- Tibet (2008 – letras por Manlio Sgalambro y Franco Battiato; música por Franco Battiato).
- Marie ti amiamo (2009 – letras por Franco Battiato, Carmen Consoli y Manlio Sgalambro; música por Franco Battiato y Carmen Consoli).
- Inneres Auge (2009 – letras por Franco Battiato y Manlio Sgalambro; música por Franco Battiato).
- 'U cuntu (2009 – letras por Franco Battiato y Manlio Sgalambro; música por Franco Battiato).
- Non conosco nessun Patrizio (2010 – letras por Manlio Sgalambro; música por Franco Battiato y Juri Camisasca).

### Cine

#### Filmes
- Franco Battiato, Perduto amor (L'ottava & Sidecar, 2003 – ISBN 7-321-95895539-0).
- Franco Battiato, Musikanten (L'ottava & RAI cinema, 2005 – ISBN 80-13-12301346-0).
- Franco Battiato, Niente è come sembra (Bompiani & L'ottava, 2007 – ISBN 978-88-452-5978-4).

#### Documentales
- Daniele Consoli, La verità sul caso del signor Ciprì e Maresco (Zelig, 2004).
- Guido Cionini, Manlio Sgalambro: il consolatore (Nexmedia, 2006).
- Franco Battiato, Auguri don Gesualdo (Bompiani & Kasba comunicazioni, 2010 – ISBN 978-88-452-6586-0).

#### Videoclips
- Franco Battiato, L'ombrello e la macchina da cucire (1995).
- Franco Battiato, Di passaggio (1996).
- Franco Battiato, Strani giorni (1996).
- Franco Battiato, Shock in my town (1998).
- Franco Battiato, Running against the grain (2001).
- Franco Battiato, Bist du bei mir (2001).
- Franco Battiato, Ermeneutica (2004).
- Franco Battiato, La porta dello spavento supremo (2004).
- Franco Battiato, Il vuoto (2007).
- Franco Battiato, Inneres Auge (2009).

### Teatro
- Manlio Sgalambro & Franco Battiato, Il cavaliere dell'intelletto: opera in due atti per l'ottocentenario della nascita di Federico II di Svevia (1994).
- Manlio Sgalambro & Franco Battiato, Socrate impazzito (1995).
- Manlio Sgalambro & Franco Battiato, Gli Schopenhauer (1998).
- Igor Stravinsky, L'histoire du soldat (1999).
- Franco Battiato, Campi magnetici: i numeri non si possono amare (2000).
- Pippo Pollina, Ultimo volo: orazione civile per ustica (2007).
- Manlio Sgalambro, Carlo Guarrera & Rosalba Bentivoglio, Frammenti per versi e voce (2009).

### Televisión
- Franco Battiato, Bitte keine réclame (2004).

## Curiosidades

### Música
- En Di passaggio (de L'imboscata) declama en griego antiguo:

Ταυτο τενι ζων και τεθνηκος και εγρηγορος και καθευδον και νεον και γηραιον ταδε γαρ μεταπεσοντα εκεινα εστι κακεινα παλιν ταυτα.
Heráclito, Fragments

- En Invito al viaggio (de Fleurs) declama (en italiano):

Te invito al viaje en un país como tú! Los mojados soles en cielos nublados de mi alma son el encanto, cual tus misteriosos ojitos traidores, que a través del llanto brillan. Todo allí es orden y belleza, lujo, calma y deleite. Se adormece el mundo en una cálida luz de oro y de jacinto. Duermen los navíos, cuyo humor es vagabundo, para que tú colmes tu menor deseo, desde el fin del mundo vienen.
Charles Baudelaire, Les fleurs du mal

- En Corpi in movimento (de Campi magnetici) declama (en italiano):

Si a propósito de mis puntos entiendo cualquier sistema de cosas, por ejemplo, el sistema amor, ley, deshollinador, y considero todos mis axiomas como relaciones entre estas cosas, entonces mis enunciados, por ejemplo el teorema de Pitágoras, son válidos para esas cosas.
David Hilbert, Letra a Frege del 29 de diciembre 1899

Desde el 1996 participa en casi todas las giras de Franco Battiato:
- En el '97 declama en latín en la canción de Battiato Areknames (de Pollution), rebautizada por la occasión Canzone chimica:

Bacterium flourescens liquefaciens, Bacterium histolyticum, Bacterium mesentericum, Bacterium sporagenes, Bacterium putrificus…
Manlio Sgalambro, Canzone chimica

- En el 2002 canta una nueva versión – con las letras adaptadas filosóficamente – de Accetta il consiglio (The big Kahuna), publicada el año siguiente en el álbum live Last summer dance.

### Cine
- En Perduto amor interpreta a Martino Alliata, el profesor de Filosofía del personaje principal (Corrado Fortuna).
- En Musikanten actúa un noble de Siena.

### Teatro
- En L'histoire du soldat y en Campi magnetici es el narrador.